# Loenen
Loenen és un antic municipi de la província d'Utrecht, al centre dels Països Baixos. L'1 de gener de 2009 tenia 8.488 habitants repartits per una superfície de 27,32 km² (dels quals 2,33 km² corresponen a aigua). L'1 de gener 2011, es va fusionar amb Maarssen i Breukelen per formar el nou municipi de Stichtse Vecht.

## Centres de població
Loenen aan de Vecht, Loenersloot, Nieuwersluis, Nigtevecht, Vreeland.